# Хайнерсдорф (район Берлина)
Ха́йнерсдорф (нем. Heinersdorf) — район Берлина, бывший до образования Большого Берлина самостоятельной сельской общиной. В 1920 году Хайнерсдорф, насчитывавший 1006 жителей, был включён в состав округа Панков, а в 1986 году присоединён к округу Вайсензе.
Со времени административной реформы 2001 года Хайнерсдорф в статусе района входит в состав укрупнённого северо-восточного административного округа Берлина — Панков. Внутри этого округа Хайнерсдорф граничит с районами Панков, Вайсензе, Пригородный посёлок Мальхов и Бланкенбург.

## История

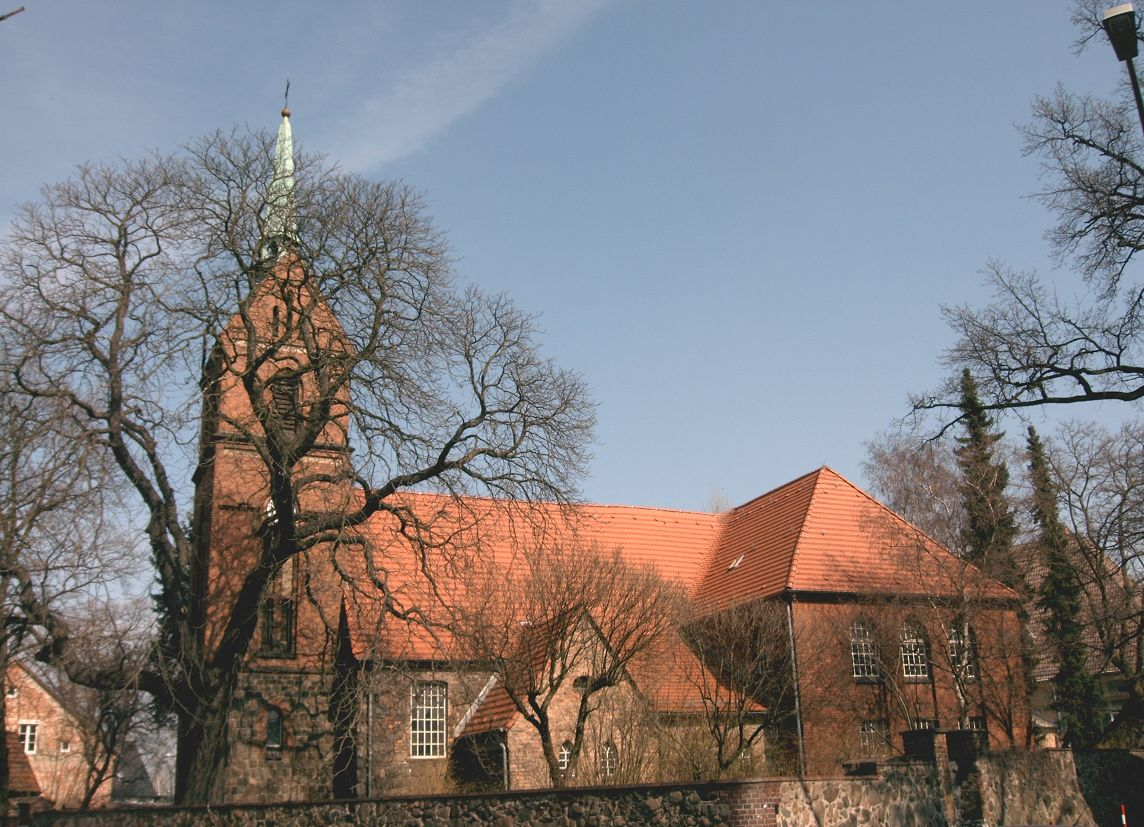
Сельская церковь в Хайнерсдорфе (Dorfkirche Heinersdorf). Фото 2006 года

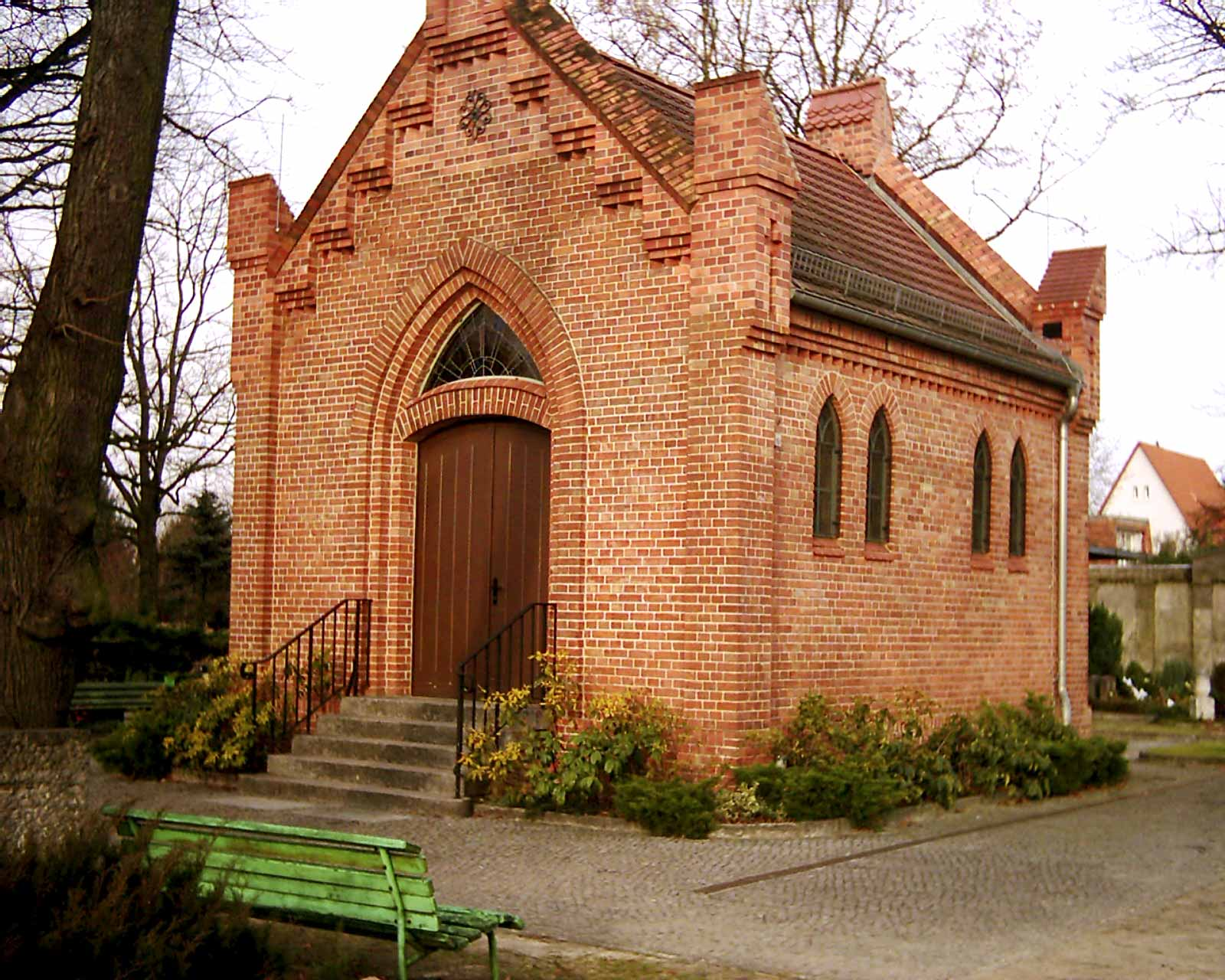
Здание для прощальных ритуалов на кладбище Хайнерсдорф. Фото 2007 года

Слово дорф (нем. Dorf), встречающееся в названиях нескольких районов различных берлинских округо́в, означает деревня, село. Название села Хайнерсдорф (нем. Heinersdorf) впервые упоминается в документах 1319 года как Хи́нриксдорф (нем. Hinriksdorf).
К каменной сельской церкви, построенной в 1300 году, с купелью 1621 года в стиле Возрождения, была позднее пристроена часовня со сводчатым перекрытием. Западная башня перестраивалась в 1893 году. В церкви установлен орга́н с 20-ю регистрами производства 1935 года потсдамской фирмы Александра Шуке (нем. Alexander Schuke Potsdam Orgelbau). Витражи для двух восточных окон церкви создал в 1946 году художник Шарль Кродель (фр. Charles Crodel) (годы жизни 1894—1973).
В 1890 году в связи с расширением сельской общины было заложено кладбище Хайнерсдорф (нем. Friedhof Heinersdorf), санированное в 2000 году. Стена с фамильными склепами (нем. Erbbegräbniswand) и здание для прощальных ритуалов (нем. Feierhall) включены в список исторических памятников (нем. Denkmalschutz) района.

## Достопримечательности

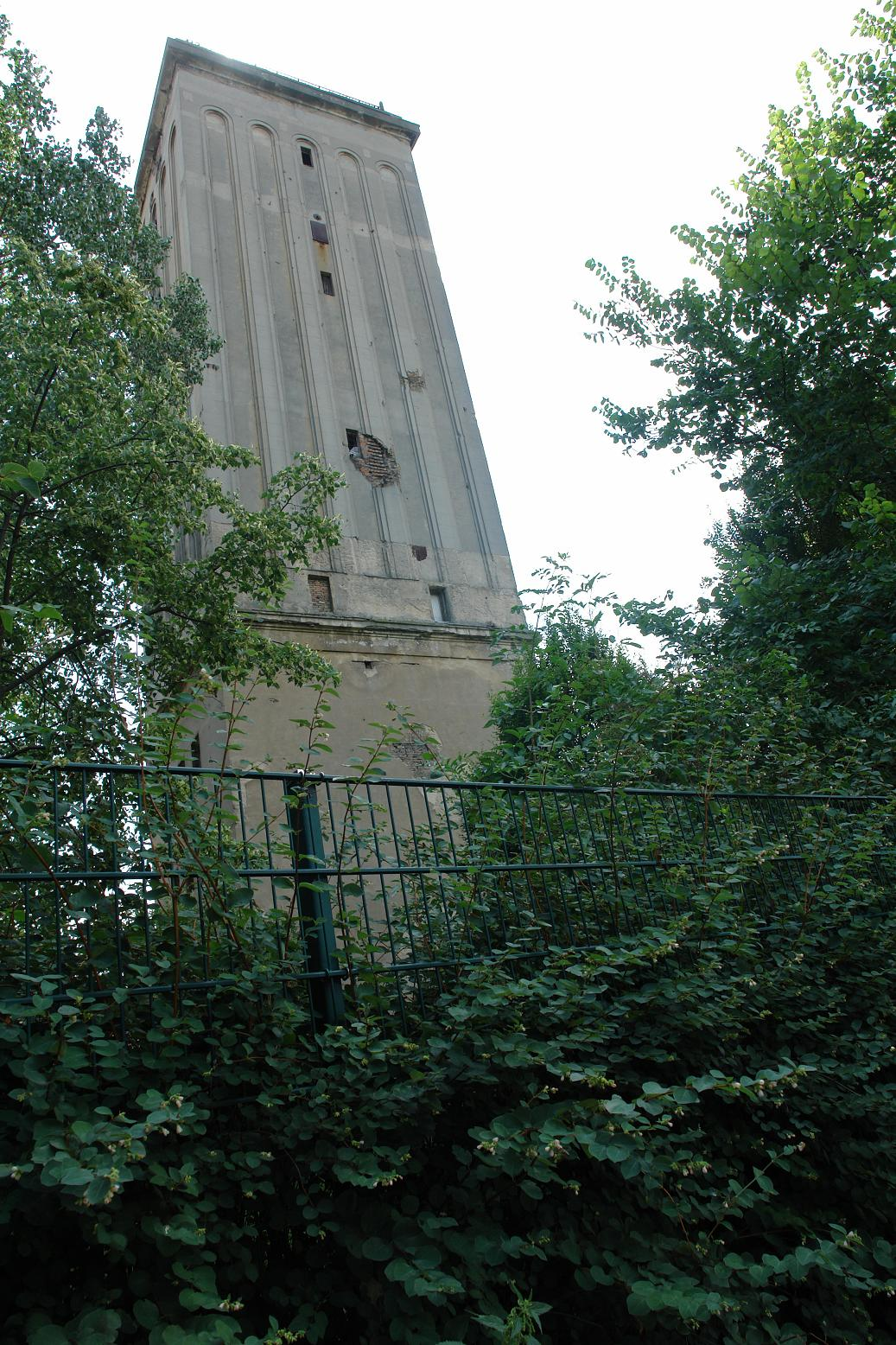
Бывшая водонапорная башня. Фото 2007 года

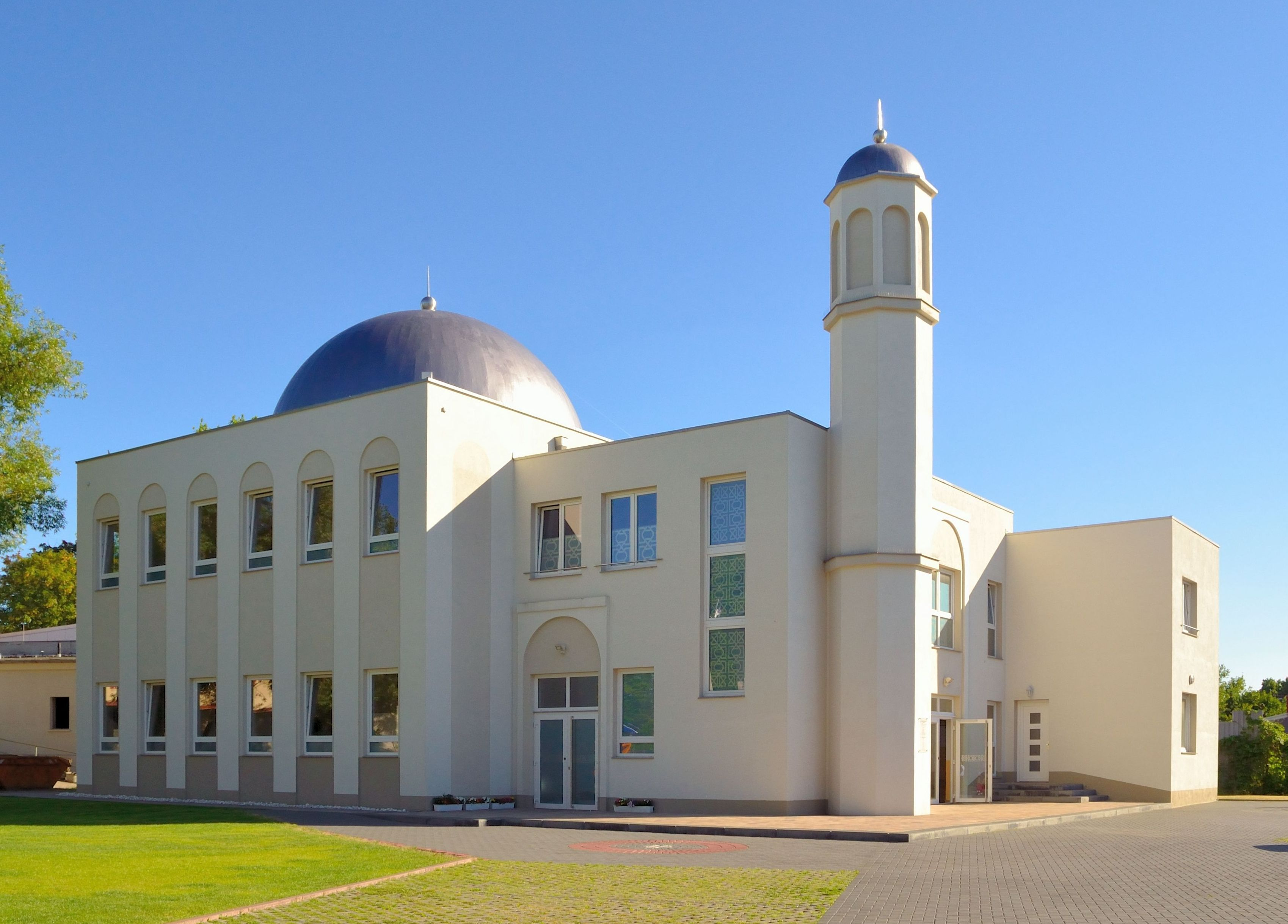
Мечеть Хадиджа на Тиниусштрассе (Tiniusstraße). Фото 2011 года

Построенная в 1910 году водонапорная башня (нем. Wasserturm) высотой 46 метров функционировала также как башня Ратхауза (нем. Rathausturm) и имела башенные часы. На двух первых этажах башни в 1934/1935 гг. архитектором Рихардом Эрмиш (нем. Richard Ermisch) был устроен гимнастический зал (нем. Turnhalle). В 1944 году на крыше башни оборудовали пункт противовоздушной обороны с зенитным орудием. После Второй мировой войны башня использовалась советскими вооруженными силами для контроля за воздушным движением из аэропорта Тегель. В начале 2008 года сменился владелец башни и появились новые планы её использования. В настоящее время башня включена в список памятников архитектуры, к ней примыкает учебный комплекс (нем. Grundschule am Wasserturm).
К достопримечательностям района можно отнести филиал Коннопке-имбис, известного в Берлине пункта общественного питания, который открылся в августе 2007 года на улице Ромена Роллана (нем. Romain-Rolland-Str. 16).
Ещё в 20-е годы XIX века мусульманские сообщества выдвигали планы строительства мечетей в Европе. В Берлине (после первой неудавшейся попытки 1923 года) в 2006 году было принято решение построить мечеть в Хайнерсдорфе. Эта идея вызвала неоднозначную реакцию местного населения.
Противники проекта выдвигали гражданские инициативы, устраивали марши протеста, но общественные петиции против строительства мечети отвергались как неприемлемые. Возведённая в Хайнерсдорфе мечеть была торжественно открыта в октябре 2008 года.

## Транспорт района
В районе Хайнерсдорф проходят: автобусные маршруты — 155, 158, а также линия М2 Берлинского трамвая (нем. Straßenbahn Berlin).